# Ostrožská Lhota
Ostrožská Lhota é uma comuna checa localizada na região de Zlín, distrito de Uherské Hradiště.